# Watch the Throne Tour
The Watch The Throne Tour fue una gira de conciertos por parte de los raperos estadounidenses Jay-Z y Kanye West la cual comenzó el 28 de octubre de 2011 en Atlanta y continuo hasta el 22 de junio de 2012 con el último show en Birmingham.

## Lista de temas

### Norteamérica
1. "H•A•M"
2. "Who Gon Stop Me"
3. "Otis"
4. "Welcome to the Jungle"
5. "Gotta Have It"
6. "Where I'm From"
7. "Nigga What, Nigga Who (Originator 99)"
8. "Can't Tell Me Nothing"
9. "Jesus Walks"
10. "All Falls Down"
11. "Diamonds from Sierra Leone"
12. "Public Service Announcement"
13. "U Don't Know"
14. "Run This Town"
15. "Monster"
16. "Power"
17. "Murder to Excellence"
18. "New Day"
19. "Hard Knock Life (Ghetto Anthem)"
20. "Izzo (H.O.V.A.)"
21. "Good Life"
22. "Empire State of Mind"
23. "Runaway"
24. "Heartless"
25. "Stronger"
26. "On to the Next One"
27. "Dirt off Your Shoulder"
28. "Touch the Sky"
29. "All of the Lights"
30. "Big Pimpin'"
31. "Gold Digger"
32. "99 Problems"
33. "No Church in the Wild"
34. "Lift Off"
35. "Niggas in Paris" (Multiple Times)

Encore
1. "Encore"
2. "Made in America"
3. "Why I Love You"

### Europa
1. "H•A•M"
2. "Who Gon Stop Me"
3. "Otis"
4. "Welcome to the Jungle"
5. "Gotta Have It"
6. "Where I'm From"
7. "Nigga What, Nigga Who (Originator 99)"
8. "Can't Tell Me Nothing"
9. "All Falls Down"
10. "Flashing Lights"
11. "Jesus Walks"
12. "Diamonds from Sierra Leone"(Remix)
13. "Public Service Announcement"
14. "U Don't Know"
15. "Run This Town"
16. "Monster"
17. "Power"
18. "New Day"
19. "Hard Knock Life (Ghetto Anthem)"
20. "Izzo (H.O.V.A.)"
21. "Empire State of Mind"
22. "Runaway"
23. "Heartless"
24. "Stronger"
25. "On to the Next One"
26. "Dirt off Your Shoulder"
27. "I Just Wanna Love U"
28. "That's My Bitch"
29. "Good Life"
30. "Touch the Sky"
31. "All of the Lights"
32. "Big Pimpin'"
33. "Gold Digger"
34. "99 Problems"
35. "No Church in the Wild"
36. "Lift Off"
37. Niggas in Paris

Encore
1. "Niggas in Paris"(Multiple Times)

## Fechas de la gira
| Norteamérica            |                  |                |                                  |
| 28 de octubre de 2011   | Atlanta          | Estados Unidos | Philips Arena                    |
| 29 de octubre de 2011   | Atlanta          | Estados Unidos | Philips Arena                    |
| 30 de octubre de 2011   | Greensboro       | Estados Unidos | Greensboro Coliseum Complex      |
| 1 de noviembre de 2011  | Baltimore        | Estados Unidos | 1st Mariner Arena                |
| 2 de noviembre de 2011  | Philadelphia     | Estados Unidos | Wells Fargo Center               |
| 3 de noviembre de 2011  | Washington D. C. | Estados Unidos | Verizon Center                   |
| 5 de noviembre de 2011  | East Rutherford  | Estados Unidos | Izod Center                      |
| 6 de noviembre de 2011  | East Rutherford  | Estados Unidos | Izod Center                      |
| 7 de noviembre de 2011  | Nueva York       | Estados Unidos | Madison Square Garden            |
| 8 de noviembre de 2011  | Nueva York       | Estados Unidos | Madison Square Garden            |
| 14 de noviembre de 2011 | Fort Lauderdale  | Estados Unidos | BankAtlantic Center              |
| 15 de noviembre de 2011 | Miami            | Estados Unidos | American Airlines Arena          |
| 18 de noviembre de 2011 | Uncasville       | Estados Unidos | Mohegan Sun Arena                |
| 19 de noviembre de 2011 | Atlantic City    | Estados Unidos | Boardwalk Hall                   |
| 21 de noviembre de 2011 | Boston           | Estados Unidos | TD Garden                        |
| 22 de noviembre de 2011 | Montreal         | Canadá         | Bell Centre                      |
| 23 de noviembre de 2011 | Toronto          | Canadá         | Air Canada Centre                |
| 24 de noviembre de 2011 | Toronto          | Canadá         | Air Canada Centre                |
| 26 de noviembre de 2011 | Detroit          | Estados Unidos | The Palace of Auburn Hills       |
| 27 de noviembre de 2011 | Pittsburgh       | Estados Unidos | Consol Energy Center             |
| 29 de noviembre de 2011 | Kansas City      | Estados Unidos | Sprint Center                    |
| 30 de noviembre de 2011 | Chicago          | Estados Unidos | United Center                    |
| 1 de diciembre de 2011  | Chicago          | Estados Unidos | United Center                    |
| 3 de diciembre de 2011  | Nueva Orleans    | Estados Unidos | New Orleans Arena                |
| 5 de diciembre de 2011  | Houston          | Estados Unidos | Toyota Center                    |
| 6 de diciembre de 2011  | Dallas           | Estados Unidos | American Airlines Center         |
| 9 de diciembre de 2011  | Las Vegas        | Estados Unidos | MGM Grand Garden Arena           |
| 11 de diciembre de 2011 | Los Ángeles      | Estados Unidos | Staples Center                   |
| 12 de diciembre de 2011 | Los Ángeles      | Estados Unidos | Staples Center                   |
| 13 de diciembre de 2011 | Los Ángeles      | Estados Unidos | Staples Center                   |
| 14 de diciembre de 2011 | San José         | Estados Unidos | HP Pavilion                      |
| 16 de diciembre de 2011 | Tacoma           | Estados Unidos | Tacoma Dome                      |
| 17 de diciembre de 2011 | Vancouver        | Canadá         | Rogers Arena                     |
| 18 de diciembre de 2011 | Vancouver        | Canadá         | Rogers Arena                     |
| Europa                  |                  |                |                                  |
| 18 de mayo de 2012      | Londres          | Inglaterra     | The O2 Arena                     |
| 19 de mayo de 2012      | Londres          | Inglaterra     | The O2 Arena                     |
| 20 de mayo de 2012      | Londres          | Inglaterra     | The O2 Arena                     |
| 21 de mayo de 2012      | Londres          | Inglaterra     | The O2 Arena                     |
| 22 de mayo de 2012      | Londres          | Inglaterra     | The O2 Arena                     |
| 24 de mayo de 2012      | Zúrich           | Suiza          | Hallenstadion                    |
| 26 de mayo de 2012      | Herning          | Dinamarca      | Jyske Bank BOXEN                 |
| 28 de mayo de 2012      | Oslo             | Noruega        | Telenor Arena                    |
| 29 de mayo de 2012      | Estocolmo        | Suecia         | Ericsson Globe                   |
| 30 de mayo de 2012      | Malmö            | Suecia         | Malmö Arena                      |
| 1 de junio de 2012      | París            | Francia        | Palais Omnisports de Paris-Bercy |
| 2 de junio de 2012      | París            | Francia        | Palais Omnisports de Paris-Bercy |
| 3 de junio de 2012      | Antwerp          | Bélgica        | Sportpaleis                      |
| 5 de junio de 2012      | Frankfurt        | Alemania       | Festhalle                        |
| 8 de junio de 2012      | Dublín           | Irlanda        | The O2                           |
| 9 de junio de 2012      | Dublín           | Irlanda        | The O2                           |
| 11 de junio de 2012     | Mánchester       | Inglaterra     | Manchester Arena                 |
| 12 de junio de 2012     | Mánchester       | Inglaterra     | Manchester Arena                 |
| 13 de junio de 2012     | Birmingham       | Inglaterra     | LG Arena                         |
| 15 de junio de 2012     | Arnhem           | Países Bajos   | GelreDome                        |
| 16 de junio de 2012     | Colonia          | Alemania       | Lanxess Arena                    |
| 18 de junio de 2012     | París            | Francia        | Palais Omnisports de Paris-Bercy |
| 21 de junio de 2012     | Sheffield        | Inglaterra     | Sheffield Arena                  |
| 22 de junio de 2012     | Birmingham       | Inglaterra     | LG Arena                         |

### Ganancias
| Lugar                      | Ciudad           | Entradas vendidas       | Recaudación |
| -------------------------- | ---------------- | ----------------------- | ----------- |
| Philips Arena              | Atlanta          | 27,330 / 27,330 (100%)  | $2,888,792  |
| 1st Mariner Arena          | Baltimore        | 10,758 / 10,758 (100%)  | $961,108    |
| Verizon Center             | Washington D. C. | 14,085 / 14,085 (100%)  | $1,927,601  |
| Madison Square Garden      | Nueva York       | 27,649 / 27,649 (100%)  | $4,330,393  |
| BankAtlantic Center        | Sunrise          | 11,826 / 11,837 (~100%) | $1,217,610  |
| Mohegan Sun Arena          | Uncasville       | 3,894 / 4,468 (87%)     | $686,510    |
| Boardwalk Hall             | Atlantic City    | 12,746 / 12,746 (100%)  | $1,601,216  |
| Bell Centre                | Montreal         | 10,856 / 10,856 (100%)  | $1,458,070  |
| Air Canada Centre          | Toronto          | 30,503 / 30,503 (100%)  | $4,109,270  |
| The Palace of Auburn Hills | Detroit          | 14,097 / 14,097 (100%)  | $1,365,830  |
| Consol Energy Center       | Pittsburgh       | 11,957 / 11,957 (100%)  | $902,105    |
| American Airlines Center   | Dallas           | 14,608 / 14,608 (100%)  | $1,336,187  |
| Staples Center             | Los Ángeles      | 42,332 / 42,332 (100%)  | $5,104,455  |
| Tacoma Dome                | Tacoma           | 10,861 / 11,443 (94%)   | $1,088,898  |
| The O2 Arena               | Londres          | 77,117 / 81,955 (94%)   | $6,705,970  |
| Sportpaleis                | Antwerp          | 16,831 / 16,847 (~100%) | $982,923    |
| TOTAL                      | TOTAL            | 386,445 / 401,244 (96%) | $40,079,477 |